# الکساندر کوتوف
الکساندر الکساندرویچ کوتوف(۳۰ ژوئیه ۱۹۱۳–۸ ژانویه ۱۹۸۱) نویسنده شهیر در زمینه شطرنج و همچنین استاد بزرگ شطرنج‌است. مهمترین اثر وی «چگونه همانند یک استاد بزرگ فکر کنیم» است که به تحلیل نحوه رفتار فکری یک استاد بزرگ طی مسابقات می‌پردازد.

## سندرم کوتوف
کوتوف در کتاب چگونه همانند یک استاد بزرگ فکر کنیم به معرفی اتفاقی در شطرنج بازیکنان بزرگ می‌پردازد که این گونه بازیکنان در مواردی که بیش از حد در مورد یک شاخه خاص فکر می‌کنند بعد از مدتی بر اثر از دست رفتن وقت شاخه کمتر محاسبه شده را برمی‌گزینند که به سندرم کوتوف مشهور شده‌ است.